# Le Cake-walk du Nouveau Cirque
Pour plus de détails, voir Fiche technique et Distribution.
Le Cake-walk du Nouveau Cirque est un film français réalisé par Alice Guy en 1905.

## Synopsis
Enregistrement d'un cake-walk donné au Nouveau Cirque de Paris (France) en 1905.

## Analyse
Danse à la mode autour de 1900, le cake-walk a inspiré les cinéastes de l'époque, on pense notamment à Méliès et son Cake-walk infernal de 1903.

## Fiche technique
- Titre : Le Cake-walk du Nouveau Cirque
- Réalisation : Alice Guy
- Société de production : Société L. Gaumont et compagnie
- Pays d'origine :  France
- Genre : Documentaire
- Durée : 35 secondes
- Dates de sortie : 1905
- Licence : Domaine public